# وادي عربية
'وادي عربية أو وادي ثنية بني عائشة، هو مجرى مائي ينبع من جبال الخشنة ويسري في منطقة بومرداس ليصب في وادي يسر ثم في البحر الأبيض المتوسط مرورا بولاية بومرداس.

## المجرى المائي
يتميز مجرى وادي عربية بكون قاع المجرى خاليا فيه من المواد الشيستية والترابية.
وتسمح هذه الخاصية، التي يشترك فيها هذا المجرى المائي مع كل من وادي مغلدن ووادي بومرداس ووادي يسر، باستخراج الرمل والحصى لاستعمالهما في تحضير الملاط والخرسانة · .
ويُعتبر مجرى وادي عربية كرواق حقيقي عرضه يتراوح بين 5 متر و 600 متر، وينحدر تدريجيا انطلاقا من تقاطعه مع وادي بومرداس على مستوى جبل بوعروس في الغرب متوجها نحو مصبه في وادي يسر في شرق مدينة الثنية.

## المسار
يمر «وادي عربية» عبر ولاية جزائرية ساحلية واحدة.
| رقم | ولاية بومرداس |
| --- | ------------- |
| 01  | بني عمران     |
| 02  | تجلابين       |
| 03  | الثنية        |
| 04  | سي مصطفى      |
| 05  | يسر           |

## الوديان
يتقاطع «وادي عربية» مع العديد من الوديان في ولاية بومرداس عبر مساره في جبال الخشنة.
| رقم | ولاية بومرداس |
| --- | ------------- |
| 01  | وادي بوردين   |
| 02  | وادي مغلدن    |
| 03  | وادي بومرداس  |
| 04  | وادي بوفرون   |
| 05  | وادي يسر      |

## السدود
يمر «وادي عربية» عبر العديد من السدود في ولاية بومرداس عبر مساره في جبال الخشنة.
| رقم | ولاية بومرداس     |
| --- | ----------------- |
| 01  | سد ثنية بني عائشة |

## الطرق الوطنية
يتقاطع «وادي عربية» مع العديد من الطرق الوطنية أثناء عبوره ولاية بومرداس في جبال الخشنة.
| رقم | ولاية بومرداس        |
| --- | -------------------- |
| 01  | الطريق الوطني رقم 5  |
| 02  | الطريق الوطني رقم 12 |

## مكتبة الصور

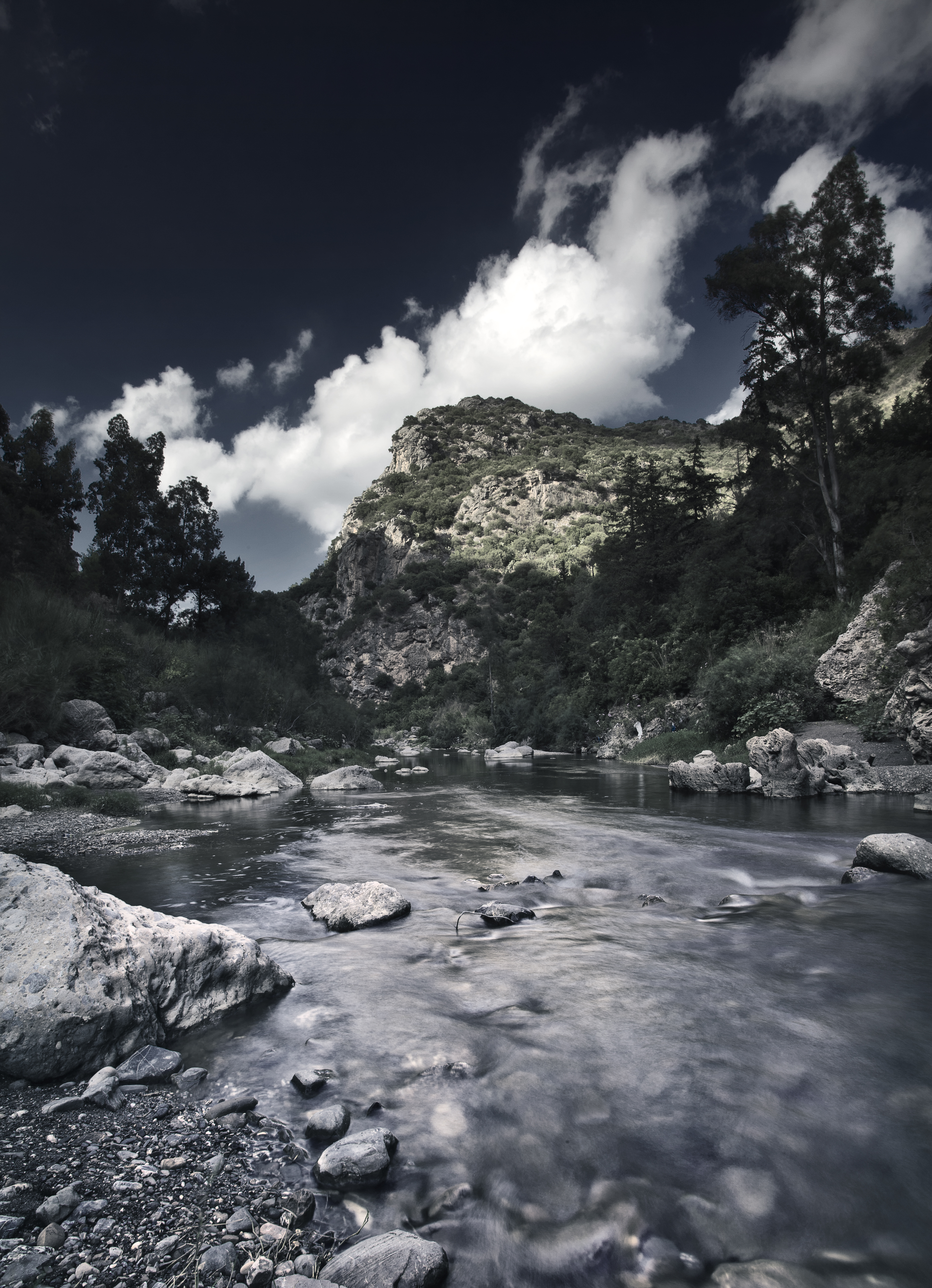
مجرى وادي يسر
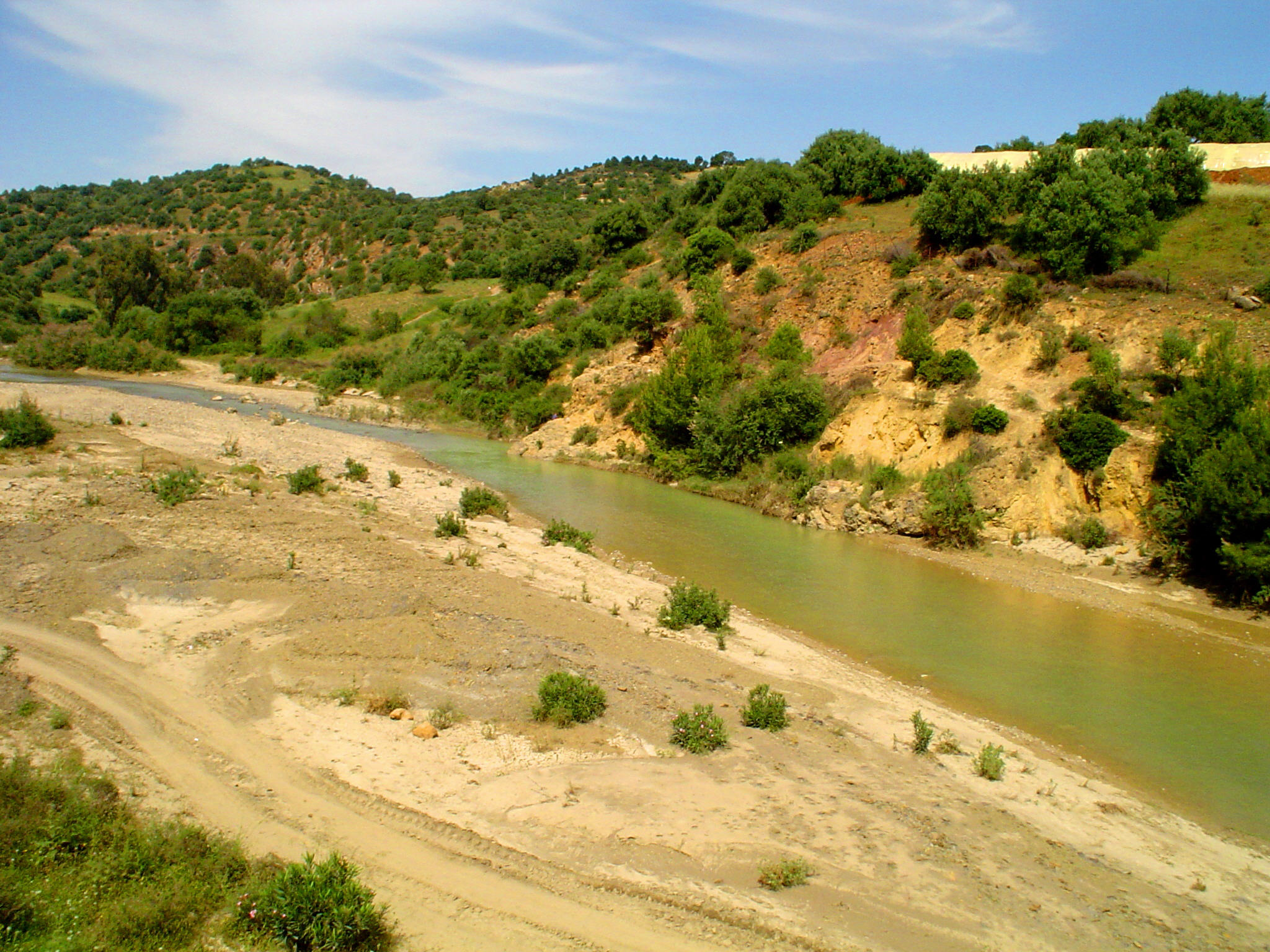
مجرى وادي يسر

### مواضيع ذات صلة
- المجاري المائية في الجزائر
- قائمة أنهار الجزائر
- وزارة الموارد المائية الجزائرية
- نظام مائي للوديان
- نظام مطري للوديان
- الأطلس التلي
- جبال الخشنة
- ولاية بومرداس
- قائمة شواطئ الجزائر
- قائمة شواطئ العالم
- السياحة في الجزائر
- قائمة أهم المعالم السياحية في العالم

### وصلات خارجية
- وكالة حماية ساحل ولاية الجزائر
- وزارة الموارد المائية الجزائرية
- موقع ولاية بومرداس

### فيديوهات
- روبورتاج وكالة الأنباء الجزائرية حول وادي الحراش على يوتيوب.